# Tösjön
Tösjön är en sjö i Lerums kommun i Västergötland och ingår i Göta älvs huvudavrinningsområde. Sjön är 19,6 meter djup, har en yta på 0,413 kvadratkilometer och befinner sig 96,3 meter över havet.

## Delavrinningsområde
Tösjön ingår i det delavrinningsområde (641763-128936) som SMHI kallar för Mynnar i Lärjeån. Medelhöjden är 92 meter över havet och ytan är 19,96 kvadratkilometer. Det finns inga avrinningsområden uppströms utan avrinningsområdet är högsta punkten. Vattendraget som avvattnar avrinningsområdet har biflödesordning 3, vilket innebär att vattnet flödar genom totalt 3 vattendrag innan det når havet efter 33 kilometer. Avrinningsområdet består mestadels av skog (53 %), öppen mark (10 %) och jordbruk (26 %). Avrinningsområdet har 0,47 kvadratkilometer vattenytor vilket ger det en sjöprocent på 2,4 %. Bebyggelsen i området täcker en yta av 1,53 kvadratkilometer eller 8 % av avrinningsområdet.